# Birthday (비틀즈의 노래)
〈Birthday〉는 레논-매카트니가 작곡한 곡으로 1968년 더블 음반 《The Beatles》에서 영국의 록 밴드 비틀즈가 불렀다. LP의 3면에 있는 오프닝 트랙(또는 음반 CD 버전에 있는 두 번째 디스크)이다. 이 곡은 비틀즈의 음악이 복잡성이 증가했고 이 시점까지 더 독특한 스타일을 발전시켰음에도 불구하고, 비틀즈가 더 전통적인 로큰롤 형태로 되돌아간 한 예다. 비틀즈에서 살아남은 폴 매카트니와 링고 스타는 2010년 7월 7일 라디오 시티 뮤직 홀에서 스타의 70번째 생일을 위해 이 곡을 공연했다.